# Timo Bracht
Timo Bracht né le 25 juillet 1975 à Waldbrunn en Allemagne est un triathlète professionnel champion d'Europe longue distance 2012 et multiple vainqueur sur distance Ironman

## Biographie
Timo Bracht commence le triathlon en 1993  et remporte sa première victoire sur longue distance au triathlon de Gérardmer en France. Il devient professionnel en 2003 et se qualifie en 2004 pour la finale du championnat du monde d'Ironman à Kailua-Kona (Hawaï). Il termine à la 8e place pour cette première participation. En 2006 il termine second derrière Cameron Brown sur l'Ironman Allemagne à Francfort, course support du championnat d'Europe d'Ironman. Titre qu'il remporte en 2007 en prenant la première place de cette compétition, il remporte cette compétition de nouveau en 2009. En 2011, il remporte sur l’Ironman Lanzarote, sa 6e victoire sur le circuit Ironman. En 2012, il prend la seconde position du Challenge Roth et devient champion d'Europe de triathlon longue de distance de la Fédération européenne de triathlon (ETU). En 2014, il remporte le Challenge Roth, course qu'il tente de gagner depuis plus de dix ans.
Timo Bracht est marié et vit avec sa femme Bettina et leurs deux enfants à Eberbach.

## Palmarès
Le tableau présente les résultats les plus significatifs (podium) obtenus sur le circuit international de triathlon depuis 2002.
| Année | Compétition                                | Pays           | Position          | Temps           |
| ----- | ------------------------------------------ | -------------- | ----------------- | --------------- |
| 2016  | Ironman Suisse                             | Suisse         | Médaille d'argent | 8 h 24 min 13 s |
| 2015  | Ironman Majorque                           | Espagne        | Médaille d'or     | 8 h 17 min 22 s |
| 2014  | Challenge Roth                             | Allemagne      |                   | 7 h 56 min 0 s  |
| 2014  | Championnat d'Allemagne longue distance LD | Allemagne      | Médaille d'or     | 7 h 56 min 0 s  |
| 2013  | Ironman Los Cabos                          | Mexique        |                   | 8 h 26 min 48 s |
| 2013  | Challenge Roth                             | Allemagne      |                   | 8 h 8 min 18 s  |
| 2013  | Championnat d'Allemagne longue distance LD | Allemagne      | Médaille d'or     | 8 h 8 min 18 s  |
| 2012  | Championnats d'Europe XL ETU               | Allemagne      |                   | 8 h 3 min 28 s  |
| 2012  | Challenge Roth                             | Allemagne      |                   | 8 h 3 min 28 s  |
| 2011  | Ironman Western Australia                  | Australie      |                   | 8 h 12 min 39 s |
| 2011  | Ironman Lanzarote                          | Espagne        |                   | 8 h 30 min 34 s |
| 2010  | Ironman Arizona                            | États-Unis     |                   | 8 h 7 min 16 s  |
| 2010  | Ironman Allemagne                          | Allemagne      |                   | 8 h 10 min 22 s |
| 2009  | Ironman Allemagne                          | Allemagne      |                   | 7 h 59 min 16 s |
| 2008  | Ironman Allemagne                          | Allemagne      |                   | 8 h 4 min 16 s  |
| 2008  | Championnat d'Allemagne longue distance MD | Allemagne      | Médaille d'or     | 3 h 51 min 31 s |
| 2007  | Ironman Allemagne                          | Allemagne      |                   | 8 h 9 min 15 s  |
| 2006  | Ironman Allemagne                          | Allemagne      |                   | 8 h 17 min 32 s |
| 2005  | Challenge Roth                             | Allemagne      |                   | Timing          |
| 2004  | Ironman 70.3 Afrique du Sud                | Afrique du Sud |                   | Timing          |
| 2004  | Challenge Roth                             | Allemagne      |                   | Timing          |
| 2003  | Ironman Floride                            | États-Unis     |                   | 8 h 30 min 29 s |
| 2003  | Ironman France                             | France         |                   | 8 h 33 min 11 s |
| 2003  | Triathlon XL de Gérardmer                  | France         | Médaille d'or     | Timing          |
| 2002  | Ironman France                             | France         |                   | 9 h 18 min 51 s |